# Petr Skála (1959)
Petr Skála (* 13. srpna 1959 České Budějovice) je bývalý český fotbalový brankář. Po skončení aktivní kariéry působí jako trenér v nižších soutěžích a u mládeže.

## Fotbalová kariéra
V československé lize hrál za Č. Budějovice, v české za Union Cheb. V nejvyšší soutěži nastoupil v 60 utkáních. Druhou ligu hrál za DP Xaverov Horní Počernice a Č. Budějovice. Finalista Českého poháru 1984/85.
Začínal v Jiskře Třeboň, působil také v Igle České Budějovice, Dukle Praha, Strakonicích a v nižších rakouských soutěžích.

## Ligová bilance
| Ročník                                   | Zápasy | Góly | Klub                       |
| ---------------------------------------- | ------ | ---- | -------------------------- |
| 1. československá fotbalová liga 1985/86 | 27     | 0    | TJ Dynamo České Budějovice |
| 1. československá fotbalová liga 1986/87 | 9      | 0    | TJ Dynamo České Budějovice |
| 1. československá fotbalová liga 1991/92 | 15     | 0    | SK Dynamo České Budějovice |
| 1. česká fotbalová liga 1993/94          | 9      | 0    | SKP Union Cheb             |
| CELKEM                                   | 60     | 0    |                            |